# 폴 가셰
폴 가셰(Paul-Ferdinand Gachet, 1828년 7월 30일~1909년 1월 9일)는 프랑스의 의사로, 빈센트 반 고흐가 사망하기 직전까지 그의 주치의였다. 의사고시에 합격한 뒤 여러 정신병원을 돌며 근무하다 파리 오베르에서 개인병원을 개업했다. 1890년 반 고흐를 환자와 의사의 관계로 만났다.
가셰는 고흐 외에도 여러 예술가의 진찰을 맡았는데 그 중에는 카미유 피사로와 그의 가족, 폴 세잔, 피에르 오귀스트 르누아르, 에두아르 마네, 노르베르 괴뇌트 등이 있었다. 그는 그림에 관심이 많았으며 한편으로는 우울증을 앓고 있었다.

## 반 고흐와의 관계
“근심으로 경직된 얼굴의 소유자로서 노이로제를 앓고 있고, 나보다 더 아프거나 최소한 나와 비슷하게 아픈 사람으로 보인다”고 반 고흐가 그를 묘사했다.
반 고흐는 1주일에 한 번씩 가셰의 집에 찾아가서 가셰의 딸을 그림으로 그리고자 했다. 그리고 가셰는 답례 차 반 고흐의 집에 찾아가 그의 그림을 칭찬했고 가셰는 고흐에게서 자신의 초상화를 선물받았다.
1909년 사망, 고흐 작품 컬렉션을 남겼다.